# Sentineleser
Sentineleser är ett urfolk som bor på ön Norra Sentinel, väster om huvudön och huvudstaden Port Blair i Andamanerna som tillhör Indien.
Sentineleserna tros härstamma från de första människorna som lämnade Afrika och antas ha bott på Norra Sentinel i omkring 60 000 år. Deras språk är sentinelesiska.
Mycket lite är känt om sentineleserna beträffande kultur, social struktur och språk då de lever helt avskurna från omvärlden och betraktas som ett av de mest isolerade folken på jorden. Under årens lopp har flera försök gjorts att upprätta fredlig kontakt med sentineleserna. Samtliga försök har dock misslyckats då sentineleserna för utomstående har upplevts vara mycket fientligt inställda mot besökare utifrån.[källa behövs]
Det är okänt hur stor folkgruppen är men den uppskattas bestå av 50 till 400 individer.
Sentineleserna lever som jägare-samlare och många av dem är även fiskare. Deras vapen är kastspjut och pilbåge. Av flyg- och satellitbilder som tagits av Norra Sentinel framgår det att de inte bedriver något jordbruk, ens i liten skala. Deras bosättningar är dolda i öns täta djungel och det är inte känt hur deras byar ser ut.[källa behövs]
Sedan 1960-talet har de indiska myndigheterna upprepade gånger försökt att ta fredlig kontakt med sentineleserna utan framgång. Indiska regeringen lämnar numera sentineleserna för sig själva och det är inte tillåtet att besöka ön.[källa behövs]